# Gaëtan och Paul Brizzi
Gaëtan och Paul Brizzi, födda 24 december 1951 i Paris, är två franska filmregissörer, illustratörer och serietecknare. De är tvillingar och har arbetat tillsammans hela karriären.

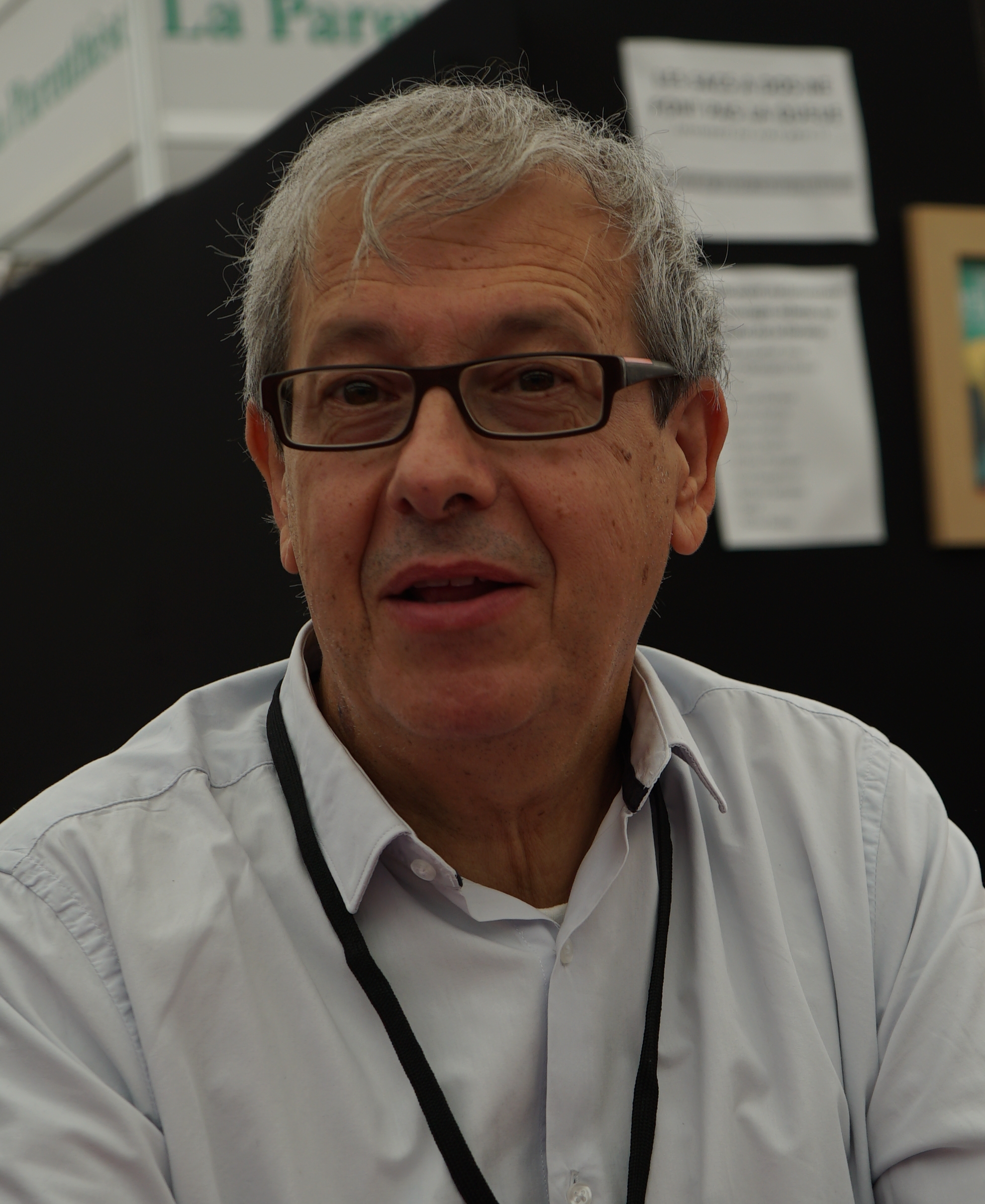

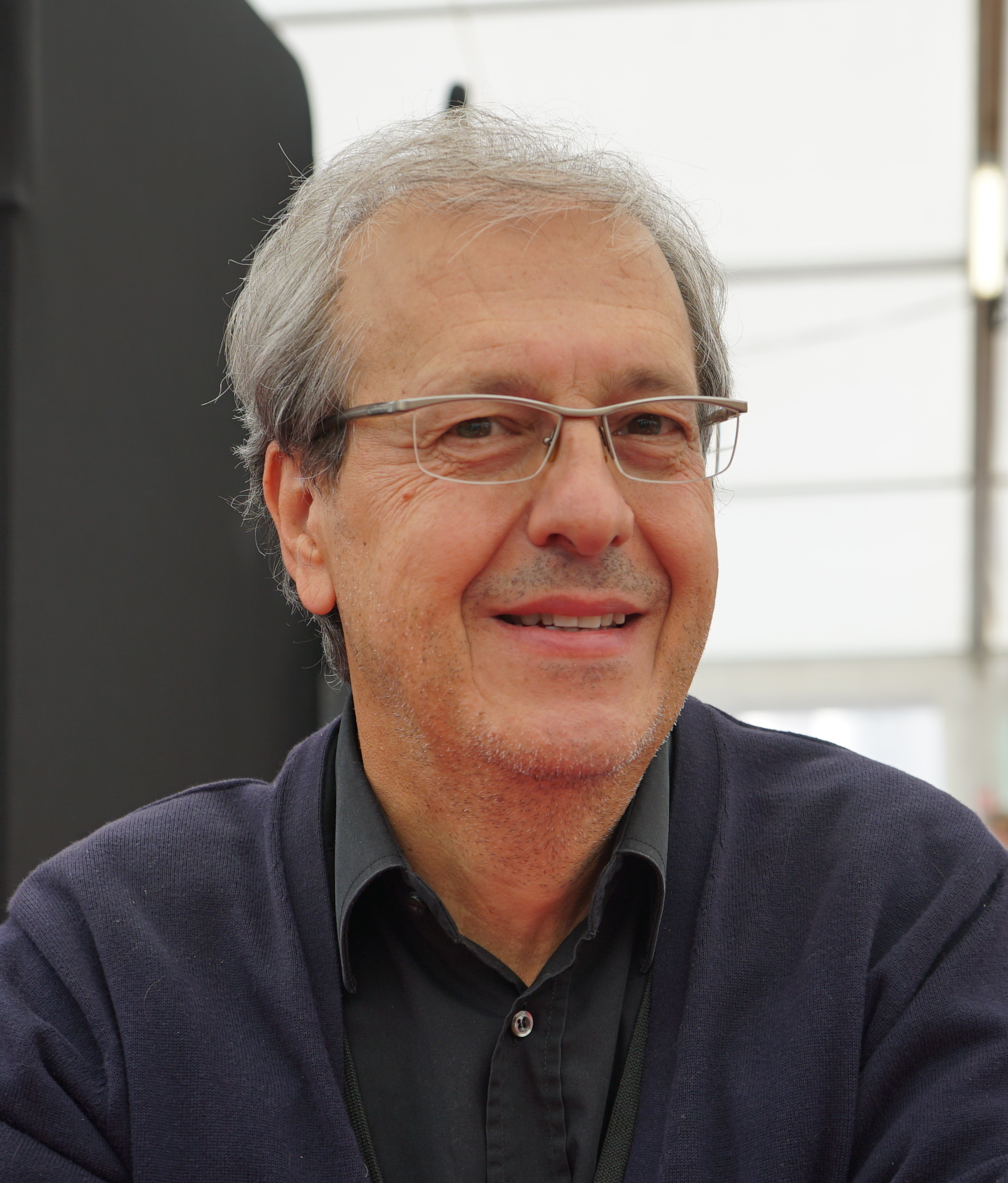

Bröderna har nominerats till Césarpriset för bästa animerade kortfilm två gånger, 1978 för Fracture och 1983 för Chronique 1909. De långfilmsdebuterade 1985 med Asterix – gallernas hjälte. År 1989 sålde de sin animationsstudio till Walt Disney Company som gjorde den till en fransk underavdelning av sin animationsverksamhet. Hos Disney arbetade bröderna bland annat med bildmanus åt flera TV-serier och filmer och regisserade "Eldfågeln"-avsnittet i Fantasia 2000. De lämnade Disney år 2001 och har därefter arbetat med olika animationsprojekt och som illustratörer. De regisserade ett avsnitt i filmen Profeten från 2014.
År 2015 utkom de med seriealbumet La Cavale du Dr Destouches som de gjorde i samarbete med Christophe Malavoy. Albumet bygger på Louis-Ferdinand Célines romaner Från slott till slott, Nord och Rigodon, som utgör en trilogi om Célines erfarenheter från Sigmaringen-enklaven under andra världskriget.